# Дикие ангелы
«Дикие ангелы» (англ. The Wild Angels) — американский фильм о байкерской субкультуре. Снят в 1966 году режиссёром Роджером Корманом. Главную роль исполнил Питер Фонда, позже снявшийся ещё в ряде «байкерских» фильмов, в том числе в «Беспечном ездоке». В 1966 году фильм открывал конкурсную программу Венецианского фестиваля.

## Сюжет
Фильм рассказывает о «подвигах» одной из байкерских группировок, известной как «Hells Angels» (название мотоклуба обыгрывается в названии фильма). В калифорнийской пустыне «ангелы» во главе с персонажем Фонды затевают стычку с мексиканцами. В самый неподходящий момент прибывает полиция, и один из «ангелов», которого сыграл Брюс Дерн, уезжает с места преступления на полицейском мотоцикле. Во время погони он получает ранение в спину.
«Ангелы» решают «освободить» товарища из больницы. Во время проникновения в больницу медсестра-негритянка чуть не становится жертвой изнасилования. «Спасённый» из больницы герой Дерна, лишившись медицинской помощи, умирает. Его похороны под нацистским стягом выливаются в пьяную оргию, причём вдова покойного, накачавшись наркотиками, становится жертвой насилия со стороны двух байкеров…

## В ролях
- Питер Фонда — Райский Блюз
- Нэнси Синатра — Майк
- Брюс Дерн — Лузер
- Дайан Ладд — Гейша
- Бак Тейлор — Дорогой Джон
- Гейл Ханникат — Сьюзи

## Реакция
Документальная реалистичность фильма (в роли большинства байкеров были сняты настоящие «Ангелы ада») привлекла к нему внимание европейских синефилов, а в самой Америке он прошёл малозамеченным. Поглощение на экране пива, курение «косячков» и маловразумительное переругивание воспринимались в контексте годаровского бунта против «культуры папочек» и для американского кино были явлением новым. Всего за несколько лет всё это превратится в затёртый штамп.